# 2,3-ビスホスホグリセリン酸 3-ホスファターゼ
2,3-ビスホスホグリセリン酸 3-ホスファターゼ(2,3-bisphosphoglycerate 3-phosphatase、EC 3.1.3.80)は、2,3-ビスホスホ-D-グリセリン酸 3-ホスホヒドロラーゼ(2,3-bisphospho-D-glycerate 3-phosphohydrolase)という系統名を持つ酵素である。この酵素は、以下の化学反応を触媒する。
2,3-ビスホスホグリセリン酸 + 水{\displaystyle \rightleftharpoons }2-ホスホグリセリン酸 + リン酸
この反応は、ラポポート・リューベリングシャント内のショートカットである。